# Xã Dardenne, Quận St. Charles, Missouri
Xã Dardenne (tiếng Anh: Dardenne Township) là một xã thuộc quận St. Charles, tiểu bang Missouri, Hoa Kỳ. Năm 2010, dân số của xã này là 26.303 người.